# A yeti dala
A yeti dala 1970-ben bemutatott magyar rajzfilm, amelyet Nepp József írt és rendezett. Az animációs játékfilm zenéjét Deák Tamás szerezte. A mozifilm a Pannónia Filmstúdió gyártásában készült.

## Rövid tartalom
A majomember minden útjába kerülő élőlényt elpusztít, de az úthenger előtt meghunyászkodik.

## Alkotók
- Írta, tervezte és rendezte: Nepp József
- Zenéjét szerezte: Deák Tamás
- Operatőr: Bacsó Zoltán
- Hangmérnök: Horváth Domonkos
- Vágó: Czipauer János
- Gyártásvezető: Kunz Román

Készítette a Pannónia Filmstúdió